# Peers (Alberta)
Peers est un hameau (hamlet) du Comté de Yellowhead, situé dans la province canadienne d'Alberta.

## Démographie
En tant que localité désignée dans le recensement de 2011, Peers a une population de 108 habitants dans 50 de ses 56 logements, soit une variation de -4.4% par rapport à la population de 2006. Avec une superficie de 0,896 2 km2, le hameau possède une densité de population de 120,508 8 hab/km2 en 2011.
Concernant le recensement de 2006, Peers abritait 113 habitants dans 55 de ses 55 logements. Avec une superficie de 0,896 2 km2, le hameau possédait une densité de population de 126,1 hab/km2 en 2006.